# Mihai Mihordea
Mihai Mihordea (n.  ?) a fost un pilot român de aviație, as al Aviației Române din cel de-al Doilea Război Mondial.
Adjutantul stagiar av. Mihai Mihordea a fost decorat cu Ordinul Virtutea Aeronautică de război cu spade, clasa Crucea de Aur (1 iulie 1942) „pentru curajul d[e]osebit de care a dat dovadă în cele 30 misiuni executate pe front. A luat parte la lupta aeriană angajată cu aviația bolșevică la Nord de Tatarka, când a doborît un avion de vânătoare inamic. A atacat cu succes bateriile A. c. A. dela Dalnik. A atacat la sol trupele terestre inamice.”, clasa Crucea de Aur cu prima și a doua baretă și clasa Cavaler (toate trei la 20 octombrie 1944) „pentru merite deosebite de război”.
A fost avansat în perioada 1942-1944 la gradul de adjutant aviator.

## Decorații
- Ordinul „Virtutea Aeronautică” de război cu spade, clasa Crucea de aur (1 iulie 1942)[1]
- Ordinul „Virtutea Aeronautică” cu spade, clasa Crucea de Aur cu 1 baretă (20 octombrie 1944)[2]
- Ordinul „Virtutea Aeronautică” cu spade, clasa Crucea de Aur cu 2 barete (20 octombrie 1944)[2]
- Ordinul „Virtutea Aeronautică” cu spade, clasa Cavaler (20 octombrie 1944)[2]